# Калиновка (Ровеньковский городской совет)
Калиновка (укр. Калинівка) — посёлок, относится к Ровеньковскому городскому совету Луганской области Украины. Де факто — с 2014 года населённый пункт контролируется самопровозглашённой Луганской Народной Республикой.

## География
Ближайшие населённые пункты: посёлки Кленовый и Великокаменка на северо-западе, Покровка на севере, Фёдоровка на северо-востоке, Новодарьевка на юге, Дзержинский и город Ровеньки на юго-западе.

## Общие сведения
Занимает площадь 0,216 км². Почтовый индекс — 94786. Телефонный код — 6433.  Население на 2011 год — 257 человек. Код КОАТУУ — 4412346905.

## Население
Население по переписи 2001 года составляло 287 человек.

## Местный совет
94786, Луганская область, Ровеньковский городской совет, пгт. Новодарьевка, ул. Школьная, 39